# Jacques Callot
Jacques Callot (Nancy, 1592-Nancy, 1635) fue un dibujante y grabador barroco del Ducado de Lorena, región entonces independiente y luego anexionada a Francia. 
Realizó más de 1400 planchas que suponen un fresco y una crónica del periodo que vivió. Representó tanto a las clases populares (soldados, payasos, gitanos, mendigos) como la opulenta vida de la corte. También grabó al aguafuerte series religiosas y militares con sutiles paisajes de fondo. Han sobrevivido 2000 dibujos y estudios preparatorios para sus estampaciones, pero no se conoce ninguna pintura de su autoría, de lo que cabe deducir que no ejerció como pintor.

## Vida y obra
Su padre era el maestro de ceremonias en la corte del duque de Lorena. A los quince años entró de aprendiz en el taller de un orfebre. Se trasladó a Roma, donde el francés Philippe Thomassin le enseñó la técnica del grabado. Probablemente aprendió la técnica del aguafuerte con Antonio Tempesta en Florencia, donde vivió de 1612 a 1621, dejando algunos interesantes dibujos sobre los personajes de la «commedia dell'arte». Trabajó para Cosme II de Médici; cuando este falleció, regresó a Nancy, donde trabajó para la corte local, para editores parisinos e incluso para la corte española. Exceptuando algún viaje, residió el resto de su vida en esa ciudad.
Se le recuerda mayormente por sus estampas de formato medio o pequeño, bien de figuras aisladas o de vistas urbanas pobladas de múltiples personajes diminutos; pero también grabó imágenes grandes y ambiciosas. Ejemplo de ello es El sitio de Breda, una vista panorámica formada por un puzle de seis estampas que unidas totalizan 1,20 x 1,40 metros. El detallismo topográfico y la precisión en la plasmación de las tropas que se aprecian en esta obra pudieron ser de ayuda para Diego Velázquez cuando pintó Las lanzas. El Museo del Prado adquirió en 2004 un ejemplar de este conjunto.
La aportación de Callot al arte del grabado no fue sólo creativa, sino también técnica, pues introdujo el uso de un barniz especial empleado por los lutieres venecianos para el grabado al aguafuerte. Este barniz, más fiable que la tradicional capa de cera, permitía someter las planchas de cobre a más baños de ácido sin miedo a accidentes que malograsen todo el trabajo. De este modo, el proceso de grabado al aguafuerte pudo abordarse en más pasos intermedios, con mayor riqueza de detalles, igualando a otras técnicas gráficas anteriores (punta seca, buril). 
Creó dos series sobre Las miserias de la guerra, a partir de los sucesos de la Guerra de los Treinta Años. Su publicación en 1633 coincidió con la ocupación de la Lorena por las tropas francesas; se decía que estos hechos las inspiraron, aunque Callot había empezado a grabar las planchas tiempo antes. Algunos estudiosos consideran la posible influencia de esta obra en la de Francisco de Goya, en especial en series descarnadas como la de Los desastres de la guerra. Asimismo, sus planchas de mendigos fueron recreadas por Rembrandt, Jan van Vliet y Pieter Quast, entre muchos otros grabadores.

## Galería de imágenes
|  |  |  |  |